# Подбалкански говор
Подбалканският говор, наричан още сливенски говор, е български диалект, представител на балканските говори. Говори се в обширен ареал на територията на Република България: Сливенско, Ямболско, Бургаско, Новозагорско, Старозагорско, Чирпанско, единични селища в Североизточна България, както и извън границата на България - в областта Бесарабия. Диалектът се използва общо от над един милион души. На юг говорът граничи с рупските говори.

## Характеристики
- Застъпване на ѣ в края на думите:
  - ’а под ударение – дубр’à (добре), къд’à (къде), умр’à (умря)
  - ъ без ударение – зѝм’ъ (зиме), лèт’ъ (лете), гòр’ъ (горе)
  - е в окончания от старото двойствено число – крилè, раменè
- Гласна а като застъпник на ѫ под ударение в глаголните окончания за 1 л. ед. ч. сег. време: читà (чета), измур’à (изморя)
- Намаляване на неударената гласна и в ’ъ:
  - пред твърди срички: ѝст’ъна (изстина)
  - в следударено положение в суфиксите -ин, -ина, -ино и -ик: българ’ън (българин), бàб’ън (бабин), пундèлнък (понеделник).
- Изговор а при ударените -а-окончания за женски род: мъглà, гурà.
- Преглас дн⇒нн: пàнна (падна), сèнна (седна), дзàнницъ (задница)
- Член за мъжки род: под ударение -ъ, без ударение -ạ.
- Член за множествено число -ти: жинѝти (жените)
- Крайно ударение при редица глаголи в минало свършено време.
- Употреба на гъ вместо книжовното я в по-западните краища: дуведѝ гъ (доведи я)
- Редукция на гласни: сига вместо сега, ина вместо една, вечи вместо вече.

## Речник
- Клич вместо ключ;
- Мойше вместо можеше;
- Използване на остарелите форми (по близки до старобългарските) излазям и влазям вместо излизам и влизам.